# Glenea sjostedti
Glenea sjostedti är en skalbaggsart som beskrevs av Aurivillius 1903. Glenea sjostedti ingår i släktet Glenea och familjen långhorningar. Inga underarter finns listade i Catalogue of Life.